# Huitzitzilapan
Huitzitzilapan är en ort i Mexiko.   Den ligger i kommunen Zautla och delstaten Puebla, i den sydöstra delen av landet, 160 km öster om huvudstaden Mexico City. Huitzitzilapan ligger 2 558 meter över havet och antalet invånare är 501.
Terrängen runt Huitzitzilapan är huvudsakligen kuperad, men söderut är den platt. Runt Huitzitzilapan är det ganska tätbefolkat, med 72 invånare per kvadratkilometer. Närmaste större samhälle är San Miguel Tenextatiloyan, 1,9 km väster om Huitzitzilapan. Trakten runt Huitzitzilapan består till största delen av jordbruksmark.